# Neptis meetana
Neptis meetana är en fjärilsart som beskrevs av Moore 1878. Neptis meetana ingår i släktet Neptis och familjen praktfjärilar. Inga underarter finns listade i Catalogue of Life.